# Municipio de Ford River
El municipio de Ford River (en inglés: Ford River Township) es un municipio ubicado en el condado de Delta en el estado estadounidense de Míchigan. En el año 2010 tenía una población de 2054 habitantes y una densidad poblacional de 12,16 personas por km².

## Geografía
El municipio de Ford River se encuentra ubicado en las coordenadas 45°40′6″N 87°12′49″O / 45.66833, -87.21361. Según la Oficina del Censo de los Estados Unidos, el municipio tiene una superficie total de 168.97 km², de la cual 168,05 km² corresponden a tierra firme y (0,55 %) 0,92 km² es agua.

## Demografía
Según el censo de 2010, había 2054 personas residiendo en el municipio de Ford River. La densidad de población era de 12,16 hab./km². De los 2054 habitantes, el municipio de Ford River estaba compuesto por el 97,03 % blancos, el 1,75 % eran amerindios, el 0,1 % eran asiáticos y el 1,12 % eran de una mezcla de razas. Del total de la población el 0,58 % eran hispanos o latinos de cualquier raza.